# From Here to Infirmary
From Here to Infirmary es el cuarto álbum de estudio de la banda de punk rock Alkaline Trio, lanzado por Vagrant Records el 3 de abril de 2001. Fue grabado en Pachyderm Studio, Cannon Falls, Minneapolis y es el único álbum en el que participó el batería Mike Felumlee. También fue el primer álbum de la banda que logró entrar en las listas estadounidenses, alcanzando el 199.º puesto del Billboard 200 y el 9.º de las listas independientes de álbumes. Fueron extraídos dos sencillos, "Stupid Kid" y "Private Eye", y ambos lograron entrar en la lista UK Singles Chart, con el 53.er y 51.er puesto respectivamente. Felumlee dejó la banda poco después del lanzamiento del álbum y fue sustituido por Adam Willard, que fue incluido en la gira de la banda y apareció en el videoclip de "Private Eye", antes de que la banda contratara a Derek Grant como batería definitivo.
La canción "Armageddon" apareció en la banda sonora del videojuego de 2003 Tony Hawk's Underground.

## Acogida
La acogida de la crítica de From Here to Infirmary se mantuvo dividida. Ari Wiznitzer de Allmusic lo consideró un tropiezo en su carrera y "en el catálogo musical de Alkaline Trio", criticando su "ligereza y sonido mainstream", el cual "no se complementa con la poesía malhablada de Matt Skiba y Dan Andriano ni con su áspero sonido de sus comienzos. Además, agregó que era el primer álbum de la banda en el que algunas canciones parecían estar "de relleno". Matt Hendrickson de Rolling Stone fue más positivo en su crítica de las cualidades del álbum y aseguró que el álbum "entrega punk pop pegadizo y a codazos, así como un perverso sentido del humor".
Según John Dark, de Pitchfork Media, el álbum "tiene algo que no es de la música de Alkaline Trio. No es desafiante, ambicioso ni visionario. No es astuto ni consciente de sí mismo. No es siquiera hábil. Pero es sabroso. Pura comida basura musical: rápido, grasiento y diseñado para un paladar corriente". Dark criticó partes de la música, pero destacó el lirismo de la banda y su capacidad para transformar frases. Finalizó apuntando que From Here to Infirmary permanecerá por lo que es: melodioso, consumible y culpablemente satisfactorio".

## Listado de canciones
Todas las canciones escritas y compuestas por Matt Skiba, Dan Andriano y Mike Felumlee. 
| N.º   | Título                   | Duración |  |
| 1.    | «Private Eye»            | 3:30     |  |
| 2.    | «Mr. Chainsaw»           | 3:05     |  |
| 3.    | «Take Lots with Alcohol» | 3:13     |  |
| 4.    | «Stupid Kid»             | 2:23     |  |
| 5.    | «Another Innocent Girl»  | 3:37     |  |
| 6.    | «Steamer Trunk»          | 2:49     |  |
| 7.    | «You're Dead»            | 3:50     |  |
| 8.    | «Armageddon»             | 2:49     |  |
| 9.    | «I'm Dying Tomorrow»     | 2:20     |  |
| 10.   | «Bloodied Up»            | 2:51     |  |
| 11.   | «Trucks and Trains»      | 3:16     |  |
| 12.   | «Crawl»                  | 4:25     |  |
| 38:13 |                          |          |  |

## Créditos
- Matt Skiba - cantante, guitarra
- Dan Andriano - cantante, bajo
- Mike Felumlee - batería